# UAE Team Emirates

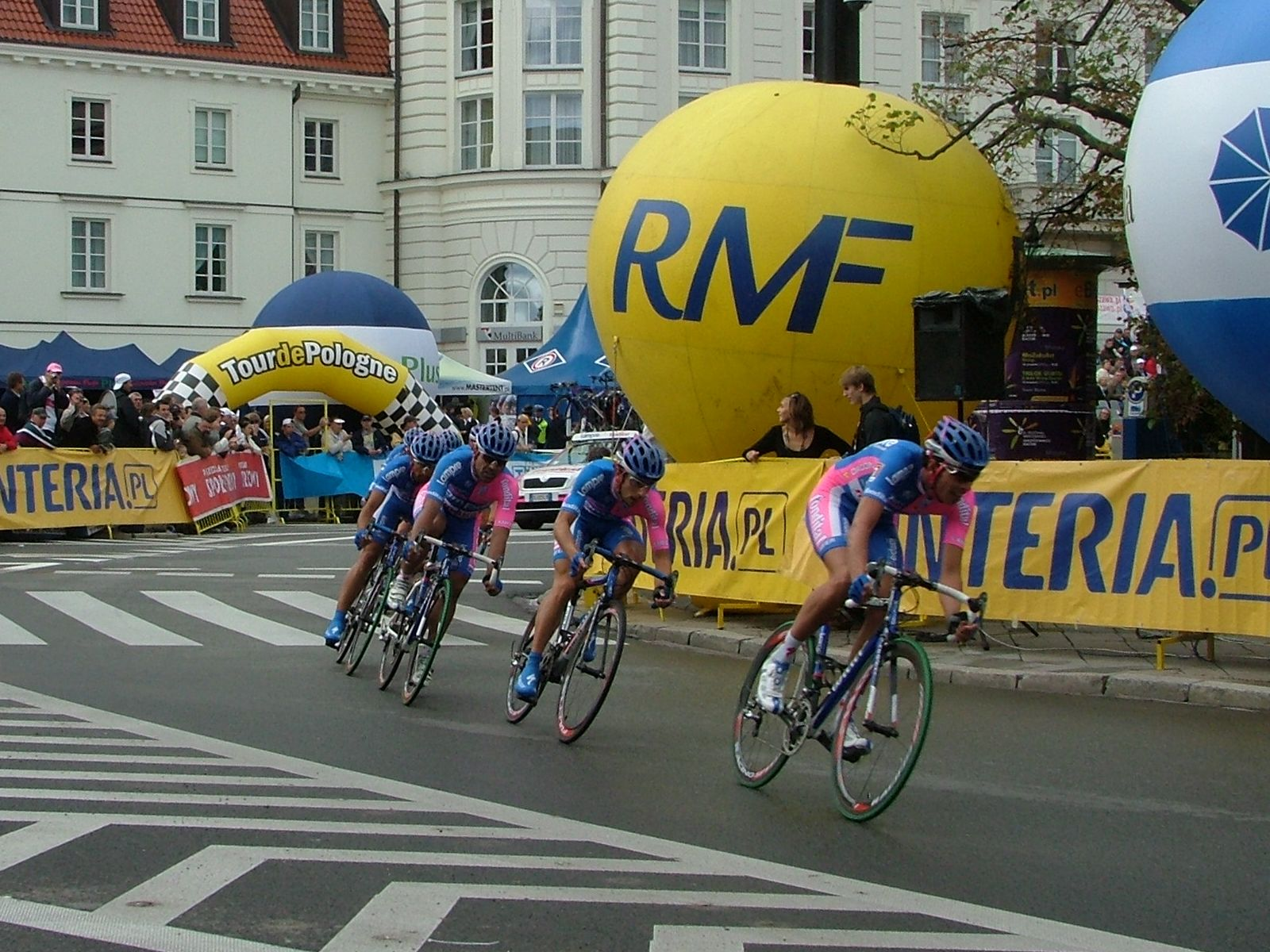
Lampre-Fondital na Tour de Pologne 2007

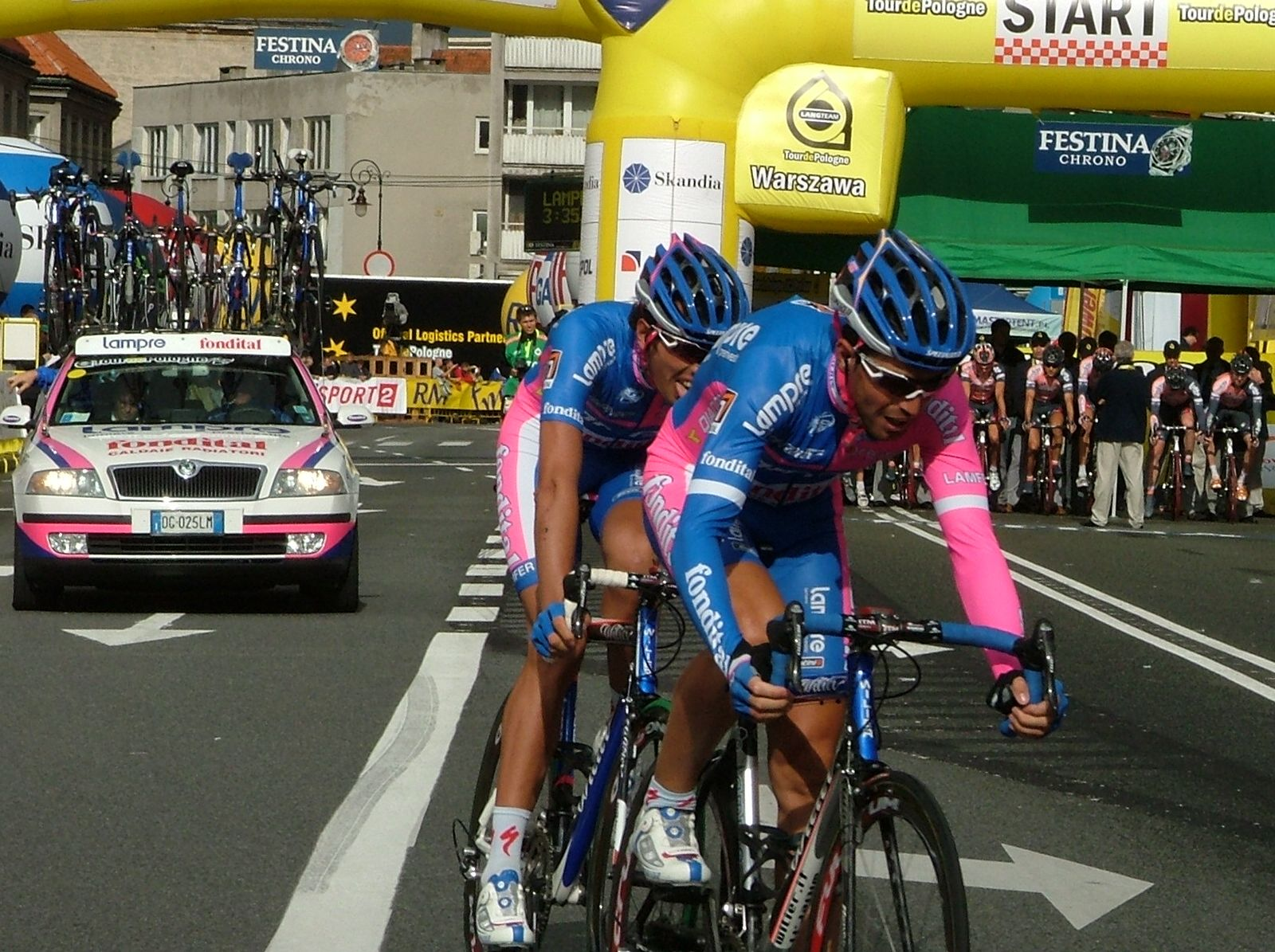
Lampre-Fondital na Tour de Pologne 2007

UAE Team Emirates (Kod UCI: UAD) – profesjonalna grupa kolarska z siedzibą w Abu Zabi w Zjednoczonych Emiratach Arabskich (do 2016 na licencji włoskiej), utworzona w 1990.

## Historia
W sezonie 2003-2004 przyjęła nazwę Lampre-Cafita, jednak szybko wróciła do swojej poprzedniej nazwy. W latach 2006–2008 w barwach drużyny ścigał się Polak, Sylwester Szmyd, a pomiędzy 2011 i 2018 rokiem Przemysław Niemiec. 
Od sezonu 2005 grupa otrzymała licencję na występy w  najwyższej dywizji UCI WorldTeams.
W 2017 roku przeniesiono siedzibę grupy do Zjednoczonych Emiratów Arabskich, zaś w lutym tego roku ogłoszono, iż linie lotnicze Emirates zostały tytularnym sponsorem drużyny, która ostatecznie przyjęła nazwę UAE Team Emirates.

### Nazwa grupy w poszczególnych latach
| lata      | nazwa                 |
| --------- | --------------------- |
| 1990      | Diana-Colnago-Animex  |
| 1991      | Colnago-Lampre-Sopran |
| 1992      | Lampre-Colnago-Animex |
| 1993      | Lampre-Polti          |
| 1994–1995 | Lampre-Panaria        |
| 1996      | Panaria-Vinavil       |
| 1999–2002 | Lampre-Daikin         |
| 2003–2004 | Lampre                |
| 2005      | Lampre-Caffita        |
| 2006–2007 | Lampre-Fondital       |
| 2008      | Lampre                |
| 2009      | Lampre-NGC            |
| 2010      | Lampre-Farnese Vini   |
| 2011–2012 | Lampre-ISD            |
| 2013–2016 | Lampre-Merida         |
| 2017      | UAE Abu Dhabi         |
| od 2017   | UAE Team Emirates     |

## Obecny skład (2025)
| Skład drużyny 2025      | Skład drużyny 2025 | Skład drużyny 2025 | Skład drużyny 2025                 |
| Imię i nazwisko         | Data urodzenia     | Państwo            | Poprzednia grupa                   |
| ----------------------- | ------------------ | ------------------ | ---------------------------------- |
| João Almeida            | 5 sierpnia 1998    | Portugalia         | Deceuninck-Quick Step (2021)       |
| Igor Arrieta            | 8 grudnia 2002     | Hiszpania          | Equipo Kern Pharma (2023)          |
| Juan Ayuso              | 16 września 2002   | Hiszpania          | Colpack-Ballan (2021)              |
| Filippo Baroncini       | 26 sierpnia 2000   | Włochy             | Lidl-Trek (2023)                   |
| Mikkel Norsgaard Bjerg  | 3 listopada 1998   | Dania              | Hagens Berman Axeon (2019)         |
| Jan Christen            | 26 czerwca 2004    | Szwajcaria         | Hagens Berman Axeon (2023)         |
| Alessandro Covi         | 28 września 1998   | Włochy             | Colpack (2019)                     |
| Isaac Del Toro          | 27 listopada 2003  | Meksyk             | A.R. Monex Pro Cycling Team (2023) |
| Felix Großschartner     | 23 grudnia 1993    | Austria            | Bora-Hansgrohe (2022)              |
| Rune Herregodts         | 27 lipca 1998      | Belgia             | Intermarché-Wanty (2024)           |
| Vegard Stake Laengen    | 7 lutego 1989      | Norwegia           | IAM Cycling (2016)                 |
| Rafał Majka             | 12 września 1989   | Polska             | Bora-Hansgrohe (2020)              |
| Brandon McNulty         | 2 kwietnia 1998    | Stany Zjednoczone  | Rally UHC Cycling (2019)           |
| Juan Sebastián Molano   | 4 listopada 1994   | Kolumbia           | Manzana Postobón (2018)            |
| António Morgado         | 28 stycznia 2004   | Portugalia         | Hagens Berman Axeon (2023)         |
| Jhonatan Narváez        | 4 marca 1997       | Ekwador            | Ineos Grenadiers (2024)            |
| Domen Novak             | 12 lipca 1995      | Słowenia           | Bahrain Victorious (2022)          |
| Ivo Oliveira            | 5 września 1996    | Portugalia         | Hagens Berman Axeon (2018)         |
| Rui Oliveira            | 5 września 1996    | Portugalia         | Hagens Berman Axeon (2018)         |
| Tadej Pogačar           | 21 września 1998   | Słowenia           | Ljubljana Gusto Xaurum (2018)      |
| Nils Politt             | 6 marca 1994       | Niemcy             | Bora-Hansgrohe (2023)              |
| Pawieł Siwakow          | 11 lipca 1997      | Francja            | Ineos Grenadiers (2023)            |
| Marc Soler              | 22 listopada 1993  | Hiszpania          | Movistar Team (2021)               |
| Pablo Torres            | 10 listopada 2005  | Hiszpania          | UAE Team Emirates Gen Z (2024)     |
| Florian Vermeersch      | 12 marca 1999      | Belgia             | Lotto Dstny (2024)                 |
| Jay Vine                | 16 listopada 1995  | Australia          | Alpecin-Deceuninck (2022)          |
| Tim Wellens             | 10 maja 1991       | Belgia             | Lotto-Soudal (2022)                |
| Adam Yates              | 7 sierpnia 1992    | Wielka Brytania    | Ineos Grenadiers (2022)            |
| Julius Johansen         | 13 września 1999   | Dania              | Sabgal-Anicolor (2024)             |
|                         |                    |                    |                                    |
| Źródło: ProCyclingStats |                    |                    |                                    |

## Sezony

### 2023

#### Skład
| Skład drużyny 2023                  | Skład drużyny 2023   | Skład drużyny 2023 | Skład drużyny 2023                             |
| Imię i nazwisko                     | Data urodzenia       | Państwo            | Poprzednia grupa                               |
| ----------------------------------- | -------------------- | ------------------ | ---------------------------------------------- |
| Pascal Ackermann                    | 17 stycznia 1994     | Niemcy             | Bora-Hansgrohe (2021)                          |
| João Almeida                        | 5 sierpnia 1998      | Portugalia         | Deceuninck-Quick Step (2021)                   |
| Juan Ayuso                          | 16 września 2002     | Hiszpania          | Colpack-Ballan (2021)                          |
| Sjoerd Bax                          | 6 stycznia 1996      | Holandia           | Alpecin-Deceuninck (2022)                      |
| George Bennett                      | 7 kwietnia 1990      | Nowa Zelandia      | Jumbo-Visma (2021)                             |
| Mikkel Norsgaard Bjerg              | 3 listopada 1998     | Dania              | Hagens Berman Axeon (2019)                     |
| Alessandro Covi                     | 28 września 1998     | Włochy             | Colpack (2019)                                 |
| Finn Fisher-Black                   | 21 grudnia 2001      | Nowa Zelandia      | Jumbo-Visma Development Team (2021)            |
| Davide Formolo                      | 25 października 1992 | Włochy             | Bora-Hansgrohe (2019)                          |
| Felix Groß                          | 4 września 1998      | Niemcy             | Rad-net Rose Team (2021)                       |
| Felix Großschartner                 | 23 grudnia 1993      | Austria            | Bora-Hansgrohe (2022)                          |
| Marc Hirschi                        | 24 sierpnia 1998     | Szwajcaria         | Team Sunweb (2020)                             |
| Álvaro Hodeg                        | 16 września 1996     | Kolumbia           | Deceuninck-Quick Step (2021)                   |
| Vegard Stake Laengen                | 7 lutego 1989        | Norwegia           | IAM Cycling (2016)                             |
| Rafał Majka                         | 12 września 1989     | Polska             | Bora-Hansgrohe (2020)                          |
| Brandon McNulty                     | 2 kwietnia 1998      | Stany Zjednoczone  | Rally UHC Cycling (2019)                       |
| Domen Novak                         | 12 lipca 1995        | Słowenia           | Bahrain Victorious (2022)                      |
| Ivo Oliveira                        | 5 września 1996      | Portugalia         | Hagens Berman Axeon (2018)                     |
| Rui Oliveira                        | 5 września 1996      | Portugalia         | Hagens Berman Axeon (2018)                     |
| Tadej Pogačar                       | 21 września 1998     | Słowenia           | Ljubljana Gusto Xaurum (2018)                  |
| Jan Polanc (1 sie–15 maj, Przypis)  | 6 maja 1992          | Słowenia           | Radenska (2013)                                |
| Marc Soler                          | 22 listopada 1993    | Hiszpania          | Movistar Team (2021)                           |
| Matteo Trentin                      | 2 sierpnia 1989      | Włochy             | CCC Team (2020)                                |
| Diego Ulissi                        | 15 lipca 1989        | Włochy             |                                                |
| Jay Vine                            | 16 listopada 1995    | Australia          | Alpecin-Deceuninck (2022)                      |
| Michael Vink                        | 22 listopada 1991    | Nowa Zelandia      | Bolton Equities Black Spoke Pro Cycling (2022) |
| Tim Wellens                         | 10 maja 1991         | Belgia             | Lotto-Soudal (2022)                            |
| Adam Yates                          | 7 sierpnia 1992      | Wielka Brytania    | Ineos Grenadiers (2022)                        |
| Ryan Gibbons                        | 13 sierpnia 1994     | Południowa Afryka  | NTT Pro Cycling (2020)                         |
| Juan Sebastián Molano               | 4 listopada 1994     | Kolumbia           | Manzana Postobón (2018)                        |
| Jan Christen (1 sie–31 gru)         | 26 czerwca 2004      | Szwajcaria         | Veloclub Gippingen (2022)                      |
| Gal Glivar (1 sie–31 gru, stażysta) | 1 maja 2002          | Słowenia           | Adria Mobil (2023)                             |
|                                     |                      |                    |                                                |
| Źródło: ProCyclingStats             |                      |                    |                                                |

Przypis: Jan Polanc, koniec kariery

#### Zwycięstwa
| Zwycięstwa       | Zwycięstwa                                          | Zwycięstwa                   | Zwycięstwa | Zwycięstwa             | Zwycięstwa |
| Data             | Wyścig                                              | Państwo                      | Kategoria  | Zwycięzca              |            |
| ---------------- | --------------------------------------------------- | ---------------------------- | ---------- | ---------------------- | ---------- |
| 10 sty           | Mistrzostwa Australii – jazda indywidualna na czas  | Australia                    | CN         | Jay Vine               |            |
| 22 stycznia 2023 | Tour Down Under, klasyfikacja generalna             | Australia                    | 2.UWT      | Jay Vine               |            |
| 13 lut           | Clásica Jaén Paraíso Interior                       | Hiszpania                    | 1.1        | Tadej Pogačar          |            |
| 14 lut           | Tour of Oman, 4. etap                               | Oman                         | 2.Pro      | Diego Ulissi           |            |
| 15 lut           | Vuelta a Andalucía, 1. etap                         | Hiszpania                    | 2.Pro      | Tadej Pogačar          |            |
| 16 lut           | Vuelta a Andalucía, 2. etap                         | Hiszpania                    | 2.Pro      | Tadej Pogačar          |            |
| 17 lut           | Vuelta a Andalucía, 3. etap                         | Hiszpania                    | 2.Pro      | Tim Wellens            |            |
| 18 lut           | Vuelta a Andalucía, 4. etap                         | Hiszpania                    | 2.Pro      | Tadej Pogačar          |            |
| 19 lutego 2023   | Vuelta a Andalucía, klasyfikacja generalna          | Hiszpania                    | 2.Pro      | Tadej Pogačar          |            |
| 23 lut           | UAE Tour, 4. etap                                   | Zjednoczone Emiraty Arabskie | 2.UWT      | Juan Sebastián Molano  |            |
| 26 lut           | UAE Tour, 7. etap                                   | Zjednoczone Emiraty Arabskie | 2.UWT      | Adam Yates             |            |
| 8 mar            | Paryż-Nicea, 4. etap                                | Francja                      | 2.UWT      | Tadej Pogačar          |            |
| 11 mar           | Paryż-Nicea, 7. etap                                | Francja                      | 2.UWT      | Tadej Pogačar          |            |
| 12 mar           | Paryż-Nicea, 8. etap                                | Francja                      | 2.UWT      | Tadej Pogačar          |            |
| 12 marca 2023    | Paryż-Nicea, klasyfikacja generalna                 | Francja                      | 2.UWT      | Tadej Pogačar          |            |
| 16 mar           | Grand Prix de Denain                                | Francja                      | 1.Pro      | Juan Sebastián Molano  |            |
| 2 kwi            | Ronde van Vlaanderen                                | Belgia                       | 1.UWT      | Tadej Pogačar          |            |
| 11 kwi           | Giro di Sicilia, 1. etap                            | Włochy                       | 2.1        | Finn Fisher-Black      |            |
| 16 kwi           | Amstel Gold Race                                    | Holandia                     | 1.UWT      | Tadej Pogačar          |            |
| 19 kwi           | La Flèche Wallonne                                  | Belgia                       | 1.UWT      | Tadej Pogačar          |            |
| 28 kwi           | Tour de Romandie, 3. etap                           | Szwajcaria                   | 2.UWT      | Juan Ayuso             |            |
| 29 kwi           | Tour de Romandie, 4. etap                           | Szwajcaria                   | 2.UWT      | Adam Yates             |            |
| 30 kwietnia 2023 | Tour de Romandie, klasyfikacja generalna            | Szwajcaria                   | 2.UWT      | Adam Yates             |            |
| 12 maj           | Tour de Hongrie, 3. etap                            | Węgry                        | 2.Pro      | Marc Hirschi           |            |
| 14 maja 2023     | Tour de Hongrie, klasyfikacja generalna             | Węgry                        | 2.Pro      | Marc Hirschi           |            |
| 17 maj           | Giro d’Italia, 11. etap                             | Włochy                       | 2.UWT      | Pascal Ackermann       |            |
| 21 maj           | Giro d’Italia, 15. etap                             | Włochy                       | 2.UWT      | Brandon McNulty        |            |
| 23 maj           | Giro d’Italia, 16. etap                             | Włochy                       | 2.UWT      | João Almeida           |            |
| 25 maj           | Boucles de la Mayenne, prolog                       | Francja                      | 2.Pro      | Ivo Oliveira           |            |
| 2 cze            | Giro dell’Appennino                                 | Włochy                       | 1.1        | Marc Hirschi           |            |
| 7 cze            | Critérium du Dauphiné, 4. etap                      | Francja                      | 2.UWT      | Mikkel Norsgaard Bjerg |            |
| 15 cze           | Tour de Suisse, 5. etap                             | Szwajcaria                   | 2.UWT      | Juan Ayuso             |            |
| 18 cze           | Tour de Suisse, 8. etap                             | Szwajcaria                   | 2.UWT      | Juan Ayuso             |            |
| 22 cze           | Mistrzostwa USA – jazda indywidualna na czas        | Stany Zjednoczone            | CN         | Brandon McNulty        |            |
| 22 cze           | Mistrzostwa Słowenii – jazda indywidualna na czas   | Słowenia                     | CN         | Tadej Pogačar          |            |
| 23 cze           | Mistrzostwa Portugalii – jazda indywidualna na czas | Portugalia                   | CN         | João Almeida           |            |
| 25 cze           | Mistrzostwa Szwajcarii – start wspólny              | Szwajcaria                   | CN         | Marc Hirschi           |            |
| 25 cze           | Mistrzostwa Portugalii – start wspólny              | Portugalia                   | CN         | Ivo Oliveira           |            |
| 25 cze           | Mistrzostwa Słowenii – start wspólny                | Słowenia                     | CN         | Tadej Pogačar          |            |
| 1 lip            | Tour de France, 1. etap                             | Hiszpania                    | 2.UWT      | Adam Yates             |            |
| 2 lip            | Österreich-Rundfahrt, 1. etap                       | Austria                      | 2.1        | Pascal Ackermann       |            |
| 6 lip            | Tour de France, 6. etap                             | Francja                      | 2.UWT      | Tadej Pogačar          |            |
| 22 lip           | Tour de France, 20. etap                            | Francja                      | 2.UWT      | Tadej Pogačar          |            |
| 25 lip           | Prueba Villafranca-Ordiziako Klasika                | Hiszpania                    | 1.1        | Marc Hirschi           |            |
| 31 lip           | Tour de Pologne, 3. etap                            | Polska                       | 2.UWT      | Rafał Majka            |            |
| 15 sie           | Vuelta a Burgos, 1. etap                            | Hiszpania                    | 2.Pro      | Juan Sebastián Molano  |            |
| 7 wrz            | Vuelta a España, 12. etap                           | Hiszpania                    | 2.UWT      | Juan Sebastián Molano  |            |
| 10 wrz           | Grand Prix Cycliste de Montréal                     | Kanada                       | 1.UWT      | Adam Yates             |            |
| 14 wrz           | Coppa Sabatini                                      | Włochy                       | 1.Pro      | Marc Hirschi           |            |
| 17 wrz           | Trofeo Matteotti                                    | Włochy                       | 1.1        | Sjoerd Bax             |            |
| 24 września 2023 | Tour de Luxembourg, klasyfikacja generalna          | Luksemburg                   | 2.Pro      | Marc Hirschi           |            |
| 7 paź            | Giro di Lombardia                                   | Włochy                       | 1.UWT      | Tadej Pogačar          |            |
| 14 paź           | Presidential Cycling Tour of Turkey, 7. etap        | Turcja                       | 2.1        | Jay Vine               |            |
| 15 paź           | Veneto Classic                                      | Włochy                       | 1.Pro      | Davide Formolo         |            |
| 16 paź           | Tour of Guangxi, 5. etap                            | Chiny                        | 2.UWT      | Juan Sebastián Molano  |            |

### 2022

#### Skład
| Skład drużyny 2022                       | Skład drużyny 2022   | Skład drużyny 2022           | Skład drużyny 2022                  |
| Imię i nazwisko                          | Data urodzenia       | Państwo                      | Poprzednia grupa                    |
| ---------------------------------------- | -------------------- | ---------------------------- | ----------------------------------- |
| Pascal Ackermann                         | 17 stycznia 1994     | Niemcy                       | Bora-Hansgrohe (2021)               |
| João Almeida                             | 5 sierpnia 1998      | Portugalia                   | Deceuninck-Quick Step (2021)        |
| Andrés Camilo Ardila                     | 2 czerwca 1999       | Kolumbia                     | EPM (2019)                          |
| Juan Ayuso                               | 16 września 2002     | Hiszpania                    | Colpack-Ballan (2021)               |
| George Bennett                           | 7 kwietnia 1990      | Nowa Zelandia                | Jumbo-Visma (2021)                  |
| Mikkel Norsgaard Bjerg                   | 3 listopada 1998     | Dania                        | Hagens Berman Axeon (2019)          |
| Alexys Brunel (1 sty–22 cze)             | 10 października 1998 | Francja                      | Groupama-FDJ (2021)                 |
| Rui Costa                                | 5 października 1986  | Portugalia                   | Movistar Team (2013)                |
| Alessandro Covi                          | 28 września 1998     | Włochy                       | Colpack (2019)                      |
| Finn Fisher-Black                        | 21 grudnia 2001      | Nowa Zelandia                | Jumbo-Visma Development Team (2021) |
| Davide Formolo                           | 25 października 1992 | Włochy                       | Bora-Hansgrohe (2019)               |
| Fernando Gaviria                         | 19 sierpnia 1994     | Kolumbia                     | Quick-Step Floors (2018)            |
| Ryan Gibbons                             | 13 sierpnia 1994     | Południowa Afryka            | NTT Pro Cycling (2020)              |
| Felix Groß                               | 4 września 1998      | Niemcy                       | Rad-net Rose Team (2021)            |
| Marc Hirschi                             | 24 sierpnia 1998     | Szwajcaria                   | Team Sunweb (2020)                  |
| Álvaro Hodeg                             | 16 września 1996     | Kolumbia                     | Deceuninck-Quick Step (2021)        |
| Vegard Stake Laengen                     | 7 lutego 1989        | Norwegia                     | IAM Cycling (2016)                  |
| Rafał Majka                              | 12 września 1989     | Polska                       | Bora-Hansgrohe (2020)               |
| Brandon McNulty                          | 2 kwietnia 1998      | Stany Zjednoczone            | Rally UHC Cycling (2019)            |
| Yousif Mirza                             | 8 października 1988  | Zjednoczone Emiraty Arabskie | Al Nasr-Dubai (2016)                |
| Juan Sebastián Molano                    | 4 listopada 1994     | Kolumbia                     | Manzana Postobón (2018)             |
| Ivo Oliveira                             | 5 września 1996      | Portugalia                   | Hagens Berman Axeon (2018)          |
| Rui Oliveira                             | 5 września 1996      | Portugalia                   | Hagens Berman Axeon (2018)          |
| Tadej Pogačar                            | 21 września 1998     | Słowenia                     | Ljubljana Gusto Xaurum (2018)       |
| Jan Polanc                               | 6 maja 1992          | Słowenia                     | Radenska (2013)                     |
| Marc Soler                               | 22 listopada 1993    | Hiszpania                    | Movistar Team (2021)                |
| Joël Suter                               | 25 października 1998 | Szwajcaria                   | Bingoal Pauwels Sauces WB (2021)    |
| Matteo Trentin                           | 2 sierpnia 1989      | Włochy                       | CCC Team (2020)                     |
| Oliviero Troia                           | 1 września 1994      | Włochy                       | Colpack (2016)                      |
| Diego Ulissi                             | 15 lipca 1989        | Włochy                       |                                     |
| Maximiliano Richeze                      | 7 marca 1983         | Argentyna                    | Deceuninck-Quick Step (2019)        |
| Arthur Kluckers (1 sie–31 gru, stażysta) | 15 marca 2000        | Luksemburg                   | Leopard Pro Cycling (2022)          |
| Oliver Knight (1 sie–31 gru, stażysta)   | 25 stycznia 2001     | Wielka Brytania              | AVC Aix-en-Provence (2022)          |
| Kasper Andersen (1 sie–31 gru, stażysta) | 1 lipca 2002         | Dania                        | ColoQuick (2021)                    |
|                                          |                      |                              |                                     |
| Źródła: ProCyclingStats Cycling Archives |                      |                              |                                     |

### 2021

#### Skład
| Skład drużyny 2021                          | Skład drużyny 2021   | Skład drużyny 2021           | Skład drużyny 2021                  |
| Imię i nazwisko                             | Data urodzenia       | Państwo                      | Poprzednia grupa                    |
| ------------------------------------------- | -------------------- | ---------------------------- | ----------------------------------- |
| Andrés Camilo Ardila                        | 2 czerwca 1999       | Kolumbia                     | EPM (2019)                          |
| Juan Ayuso (15 cze–31 gru)                  | 16 września 2002     | Hiszpania                    | Bathco Cycling Team (2020)          |
| Mikkel Bjerg                                | 3 listopada 1998     | Dania                        | Hagens Berman Axeon (2019)          |
| Sven Erik Bystrøm                           | 21 stycznia 1992     | Norwegia                     | Katusha-Alpecin (2017)              |
| Valerio Conti                               | 30 marca 1993        | Włochy                       |                                     |
| Rui Costa                                   | 5 października 1986  | Portugalia                   | Movistar Team (2013)                |
| Alessandro Covi                             | 28 września 1998     | Włochy                       | Colpack (2019)                      |
| David de la Cruz                            | 6 maja 1989          | Hiszpania                    | Team Ineos (2019)                   |
| Joe Dombrowski                              | 12 maja 1991         | Stany Zjednoczone            | EF Education First (2019)           |
| Davide Formolo                              | 25 października 1992 | Włochy                       | Bora-Hansgrohe (2019)               |
| Fernando Gaviria                            | 19 sierpnia 1994     | Kolumbia                     | Quick-Step Floors (2018)            |
| Ryan Gibbons                                | 13 sierpnia 1994     | Południowa Afryka            | NTT Pro Cycling (2020)              |
| Alexander Kristoff                          | 5 lipca 1987         | Norwegia                     | Katusha-Alpecin (2017)              |
| Vegard Stake Laengen                        | 7 lutego 1989        | Norwegia                     | IAM Cycling (2016)                  |
| Rafał Majka                                 | 12 września 1989     | Polska                       | Bora-Hansgrohe (2020)               |
| Marco Marcato                               | 11 lutego 1984       | Włochy                       | Wanty-Groupe Gobert (2016)          |
| Brandon McNulty                             | 2 kwietnia 1998      | Stany Zjednoczone            | Rally UHC Cycling (2019)            |
| Yousif Mirza                                | 8 października 1988  | Zjednoczone Emiraty Arabskie | Al Nasr-Dubai (2016)                |
| Juan Sebastián Molano                       | 4 listopada 1994     | Kolumbia                     | Manzana Postobón (2018)             |
| Cristian Camilo Muñoz                       | 20 marca 1996        | Kolumbia                     | Coldeportes-Zenú (2018)             |
| Ivo Oliveira                                | 5 września 1996      | Portugalia                   | Hagens Berman Axeon (2018)          |
| Rui Oliveira                                | 5 września 1996      | Portugalia                   | Hagens Berman Axeon (2018)          |
| Tadej Pogačar                               | 21 września 1998     | Słowenia                     | Ljubljana Gusto Xaurum (2018)       |
| Jan Polanc                                  | 6 maja 1992          | Słowenia                     | Radenska (2013)                     |
| Alaksandr Rabuszenka                        | 12 października 1995 | Białoruś                     |                                     |
| Maximiliano Richeze                         | 7 marca 1983         | Argentyna                    | Deceuninck-Quick Step (2019)        |
| Matteo Trentin                              | 2 sierpnia 1989      | Włochy                       | CCC Team (2020)                     |
| Oliviero Troia                              | 1 września 1994      | Włochy                       | Colpack (2016)                      |
| Diego Ulissi                                | 15 lipca 1989        | Włochy                       |                                     |
| Marc Hirschi                                | 24 sierpnia 1998     | Szwajcaria                   | Team Sunweb (2020)                  |
| Felix Groß (1 sie–31 gru, stażysta)         | 4 września 1998      | Niemcy                       | Rad-net Rose Team (2021)            |
| Finn Fisher-Black (14 lip–31 gru, stażysta) | 21 grudnia 2001      | Nowa Zelandia                | Jumbo-Visma Development Team (2021) |
|                                             |                      |                              |                                     |
| Źródło: ProCyclingStats                     |                      |                              |                                     |

#### Zwycięstwa
| Zwycięstwa      | Zwycięstwa                                                                | Zwycięstwa                   | Zwycięstwa | Zwycięstwa            | Zwycięstwa |
| Data            | Wyścig                                                                    | Państwo                      | Kategoria  | Zwycięzca             |            |
| --------------- | ------------------------------------------------------------------------- | ---------------------------- | ---------- | --------------------- | ---------- |
| 23 lut          | UAE Tour, 3. etap                                                         | Zjednoczone Emiraty Arabskie | 2.UWT      | Tadej Pogačar         |            |
| 27 lutego 2021  | UAE Tour, klasyfikacja generalna                                          | Zjednoczone Emiraty Arabskie | 2.UWT      | Tadej Pogačar         |            |
| 3 mar           | Mistrzostwa Afryki – jazda indywidualna na czas                           | Egipt                        | CC         | Ryan Gibbons          |            |
| 6 mar           | Mistrzostwa Afryki – start wspólny                                        | Egipt                        | CC         | Ryan Gibbons          |            |
| 6 mar           | Mistrzostwa Zjednoczonych Emiratów Arabskich – start wspólny              | Zjednoczone Emiraty Arabskie | CN         | Yousif Mirza          |            |
| 13 mar          | Tirreno-Adriático, 4. etap                                                | Włochy                       | 2.UWT      | Tadej Pogačar         |            |
| 16 marca 2021   | Tirreno-Adriático, klasyfikacja generalna                                 | Włochy                       | 2.UWT      | Tadej Pogačar         |            |
| 19 mar          | Mistrzostwa Południowej Afryki – jazda indywidualna na czas               | Południowa Afryka            | CN         | Ryan Gibbons          |            |
| 26 mar          | Mistrzostwa Zjednoczonych Emiratów Arabskich – jazda indywidualna na czas | Zjednoczone Emiraty Arabskie | CN         | Yousif Mirza          |            |
| 7 kwi           | Vuelta al País Vasco, 3. etap                                             | Hiszpania                    | 2.UWT      | Tadej Pogačar         |            |
| 25 kwi          | Liège-Bastogne-Liège                                                      | Belgia                       | 1.UWT      | Tadej Pogačar         |            |
| 11 maj          | Giro d’Italia, 4. etap                                                    | Włochy                       | 2.UWT      | Joe Dombrowski        |            |
| 13 maj          | Trofeo Calvià                                                             | Hiszpania                    | 1.1        | Ryan Gibbons          |            |
| 10 cze          | Dirka po Sloveniji, 2. etap                                               | Słowenia                     | 2.Pro      | Tadej Pogačar         |            |
| 12 cze          | Dirka po Sloveniji, 4. etap                                               | Słowenia                     | 2.Pro      | Diego Ulissi          |            |
| 13 czerwca 2021 | Dirka po Sloveniji, klasyfikacja generalna                                | Słowenia                     | 2.Pro      | Tadej Pogačar         |            |
| 30 cze          | Tour de France, 5. etap                                                   | Francja                      | 2.UWT      | Tadej Pogačar         |            |
| 14 lip          | Tour de France, 17. etap                                                  | Francja                      | 2.UWT      | Tadej Pogačar         |            |
| 14 lip          | Settimana Ciclista Italiana, 1. etap                                      | Włochy                       | 2.1        | Diego Ulissi          |            |
| 15 lip          | Tour de France, 18. etap                                                  | Francja                      | 2.UWT      | Tadej Pogačar         |            |
| 17 lip          | Settimana Ciclista Italiana, 4. etap                                      | Włochy                       | 2.1        | Diego Ulissi          |            |
| 18 lipca 2021   | Tour de France, klasyfikacja generalna                                    | Francja                      | 2.UWT      | Tadej Pogačar         |            |
| 18 lipca 2021   | Settimana Ciclista Italiana, klasyfikacja generalna                       | Włochy                       | 2.1        | Diego Ulissi          |            |
| 4 sie           | Vuelta a Burgos, 2. etap                                                  | Hiszpania                    | 2.Pro      | Juan Sebastián Molano |            |
| 11 sie          | Tour de Pologne, 3. etap                                                  | Polska                       | 2.UWT      | Fernando Gaviria      |            |
| 27 sie          | Deutschland Tour, 2. etap                                                 | Niemcy                       | 2.Pro      | Alexander Kristoff    |            |
| 29 sie          | Vuelta a España, 15. etap                                                 | Hiszpania                    | 2.UWT      | Rafał Majka           |            |
| 29 sie          | Deutschland Tour, 4. etap                                                 | Niemcy                       | 2.Pro      | Nils Politt           |            |
| 15 wrz          | Tour de Luxembourg, 2. etap                                               | Luksemburg                   | 2.Pro      | Marc Hirschi          |            |
| 19 wrz          | Trofeo Matteotti                                                          | Włochy                       | 1.1        | Matteo Trentin        |            |
| 28 wrz          | Giro di Sicilia, 1. etap                                                  | Włochy                       | 2.1        | Juan Sebastián Molano |            |
| 29 wrz          | Giro di Sicilia, 2. etap                                                  | Włochy                       | 2.1        | Juan Sebastián Molano |            |
| 9 paź           | Giro di Lombardia                                                         | Włochy                       | 1.UWT      | Tadej Pogačar         |            |

### 2020

#### Skład
| Skład drużyny 2020      | Skład drużyny 2020   | Skład drużyny 2020           | Skład drużyny 2020            |
| Imię i nazwisko         | Data urodzenia       | Państwo                      | Poprzednia grupa              |
| ----------------------- | -------------------- | ---------------------------- | ----------------------------- |
| Andrés Camilo Ardila    | 2 czerwca 1999       | Kolumbia                     | EPM (2019)                    |
| Fabio Aru               | 3 lipca 1990         | Włochy                       | Astana (2017)                 |
| Mikkel Bjerg            | 3 listopada 1998     | Dania                        | Hagens Berman Axeon (2019)    |
| Tom Bohli               | 17 stycznia 1994     | Szwajcaria                   | BMC Racing Team (2018)        |
| Sven Erik Bystrøm       | 21 stycznia 1992     | Norwegia                     | Katusha-Alpecin (2017)        |
| Valerio Conti           | 30 marca 1993        | Włochy                       |                               |
| Rui Costa               | 5 października 1986  | Portugalia                   | Movistar Team (2013)          |
| Alessandro Covi         | 28 września 1998     | Włochy                       | Colpack (2019)                |
| David de la Cruz        | 6 maja 1989          | Hiszpania                    | Team Ineos (2019)             |
| Joe Dombrowski          | 12 maja 1991         | Stany Zjednoczone            | EF Education First (2019)     |
| Davide Formolo          | 25 października 1992 | Włochy                       | Bora-Hansgrohe (2019)         |
| Fernando Gaviria        | 19 sierpnia 1994     | Kolumbia                     | Quick-Step Floors (2018)      |
| Sergio Henao            | 10 grudnia 1987      | Kolumbia                     | Team Sky (2018)               |
| Alexander Kristoff      | 5 lipca 1987         | Norwegia                     | Katusha-Alpecin (2017)        |
| Vegard Stake Laengen    | 7 lutego 1989        | Norwegia                     | IAM Cycling (2016)            |
| Marco Marcato           | 11 lutego 1984       | Włochy                       | Wanty-Groupe Gobert (2016)    |
| Brandon McNulty         | 2 kwietnia 1998      | Stany Zjednoczone            | Rally UHC Cycling (2019)      |
| Yousif Mirza            | 8 października 1988  | Zjednoczone Emiraty Arabskie | Al Nasr-Dubai (2016)          |
| Juan Sebastián Molano   | 4 listopada 1994     | Kolumbia                     | Manzana Postobón (2018)       |
| Cristian Camilo Muñoz   | 20 marca 1996        | Kolumbia                     | Coldeportes-Zenú (2018)       |
| Ivo Oliveira            | 5 września 1996      | Portugalia                   | Hagens Berman Axeon (2018)    |
| Rui Oliveira            | 5 września 1996      | Portugalia                   | Hagens Berman Axeon (2018)    |
| Jasper Philipsen        | 2 marca 1998         | Belgia                       | Hagens Berman Axeon (2018)    |
| Tadej Pogačar           | 21 września 1998     | Słowenia                     | Ljubljana Gusto Xaurum (2018) |
| Jan Polanc              | 6 maja 1992          | Słowenia                     | Radenska (2013)               |
| Edward Ravasi           | 5 czerwca 1994       | Włochy                       | Colpack (2016)                |
| Alaksandr Rabuszenka    | 12 października 1995 | Białoruś                     |                               |
| Maximiliano Richeze     | 7 marca 1983         | Argentyna                    | Deceuninck-Quick Step (2019)  |
| Oliviero Troia          | 1 września 1994      | Włochy                       | Colpack (2016)                |
| Diego Ulissi            | 15 lipca 1989        | Włochy                       |                               |
|                         |                      |                              |                               |
| Źródło: ProCyclingStats |                      |                              |                               |

#### Zwycięstwa
| Zwycięstwa       | Zwycięstwa                                              | Zwycięstwa                   | Zwycięstwa | Zwycięstwa            | Zwycięstwa |
| Data             | Wyścig                                                  | Państwo                      | Kategoria  | Zwycięzca             |            |
| ---------------- | ------------------------------------------------------- | ---------------------------- | ---------- | --------------------- | ---------- |
| 27 sty           | Vuelta a San Juan, 2. etap                              | Argentyna                    | 2.Pro      | Fernando Gaviria      |            |
| 29 sty           | Vuelta a San Juan, 4. etap                              | Argentyna                    | 2.Pro      | Fernando Gaviria      |            |
| 2 lut            | Vuelta a San Juan, 7. etap                              | Argentyna                    | 2.Pro      | Fernando Gaviria      |            |
| 4 lut            | AlUla Tour, 1. etap                                     | Arabia Saudyjska             | 2.1        | Rui Costa             |            |
| 6 lut            | Volta a la Comunitat Valenciana, 2. etap                | Hiszpania                    | 2.Pro      | Tadej Pogačar         |            |
| 8 lut            | Volta a la Comunitat Valenciana, 4. etap                | Hiszpania                    | 2.Pro      | Tadej Pogačar         |            |
| 9 lutego 2020    | Volta a la Comunitat Valenciana, klasyfikacja generalna | Hiszpania                    | 2.Pro      | Tadej Pogačar         |            |
| 12 lut           | Tour Colombia, 2. etap                                  | Kolumbia                     | 2.1        | Juan Sebastián Molano |            |
| 13 lut           | Tour Colombia, 3. etap                                  | Kolumbia                     | 2.1        | Juan Sebastián Molano |            |
| 27 lut           | UAE Tour, 5. etap                                       | Zjednoczone Emiraty Arabskie | 2.UWT      | Tadej Pogačar         |            |
| 29 lip           | Vuelta a Burgos, 2. etap                                | Hiszpania                    | 2.Pro      | Fernando Gaviria      |            |
| 14 sie           | Critérium du Dauphiné, 3. etap                          | Francja                      | 2.UWT      | Davide Formolo        |            |
| 29 sie           | Trofeo Matteotti                                        | Włochy                       | 1.1        | Valerio Conti         |            |
| 29 sie           | Tour de France, 1. etap                                 | Francja                      | 2.UWT      | Alexander Kristoff    |            |
| 6 wrz            | Tour de France, 9. etap                                 | Francja                      | 2.UWT      | Tadej Pogačar         |            |
| 13 wrz           | Tour de France, 15. etap                                | Francja                      | 2.UWT      | Tadej Pogačar         |            |
| 15 wrz           | Tour de Luxembourg, 1. etap                             | Luksemburg                   | 2.Pro      | Diego Ulissi          |            |
| 16 wrz           | Giro di Toscana                                         | Włochy                       | 1.1        | Fernando Gaviria      |            |
| 18 wrz           | Tour de Luxembourg, 4. etap                             | Luksemburg                   | 2.Pro      | Diego Ulissi          |            |
| 19 września 2020 | Tour de Luxembourg, klasyfikacja generalna              | Luksemburg                   | 2.Pro      | Diego Ulissi          |            |
| 19 wrz           | Tour de France, 20. etap                                | Francja                      | 2.UWT      | Tadej Pogačar         |            |
| 20 września 2020 | Tour de France, klasyfikacja generalna                  | Francja                      | 2.UWT      | Tadej Pogačar         |            |
| 29 wrz           | Benelux Tour, 1. etap                                   | Belgia                       | 2.UWT      | Jasper Philipsen      |            |
| 4 paź            | Giro d’Italia, 2. etap                                  | Włochy                       | 2.UWT      | Diego Ulissi          |            |
| 16 paź           | Giro d’Italia, 13. etap                                 | Włochy                       | 2.UWT      | Diego Ulissi          |            |

## Ważniejsze sukcesy (1992–2011)
1992
- 1. miejsce, 1. etap Tour de Romandie: Jan Svorada
- 1. miejsce, 2. etap Tour de Romandie: Gianluca Bortolami

1993
- Mistrz świata w wyścigu ze startu wspólnego: Georg Totschnig
- 1. miejsce, Mediolan-San Remo: Maurizio Fondriest
- 1. miejsce, 9., 12. i 20. etap Vuelta a España: Dżamolidin Abdużaparow
- 1. miejsce, 18. etap Vuelta a España: Serhiy Utchakov
- 1. miejsce, 1. etap (część b) (ITT) Giro d’Italia: Maurizio Fondriest
- 1. miejsce, klasyfikacja młodzieżowa Giro d’Italia: Pawieł Tonkow
- 1  miejsce, 4. etap Tour de Suisse: Pawieł Tonkow
- 1. miejsce, 10. etap Tour de Suisse: Dżamolidin Abdużaparow
- 1. miejsce, 3., 18. i 20. etap Tour de France: Dżamolidin Abdużaparow
- 1. miejsce, klasyfikacja punktowa Tour de France: Dżamolidin Abdużaparow
- 1. miejsce, Meisterschaft von Zürich: Maurizio Fondriest
- 1. miejsce, Prolog (ITT) i 6. etap Volta Ciclista a Catalunya: Maurizio Fondriest
- 1. miejsce, UCI World Cup: Maurizio Fondriest

1994
- 1. miejsce, 4. etap (część a) Tour de Romandie: Ján Svorada
- 1. miejsce, 9., 11. i 17. etap Giro d’Italia: Ján Svorada
- 1  miejsce, 2. i 10. etap Tour de Suisse: Giovanni Lombardi
- 1. miejsce, 7. etap Tour de France: Ján Svorada
- 1. miejsce, 16. etap Tour de France: Roberto Conti

1995
- 1. miejsce, 7. etap Giro d’Italia: Maurizio Fondriest
- 1. miejsce, 12. etap Giro d’Italia: Ján Svorada
- 1  miejsce, 8. etap Tour de Suisse: Pawieł Tonkow
- 1  miejsce, klasyfikacja generalna Tour de Suisse: Pawieł Tonkow
- 1. miejsce, Prolog (ITT) Volta Ciclista a Catalunya: Maurizio Fondriest

1996
- Mistrz Czech w wyścigu ze startu wspólnego: Ján Svorada
- 1. miejsce, 1. etap Tour de Romandie: Pawieł Tonkow
- 1. miejsce, 13. etap Giro d’Italia: Pawieł Tonkow
- 1. miejsce, klasyfikacja generalna Giro d’Italia: Pawieł Tonkow
- 1  miejsce, 2. etap Tour de Suisse: Ján Svorada
- 1. miejsce, 5. etap Tour de Pologne: Valentino Fois
- 1. miejsce, 6. etap Tour de Pologne: Yoshiyuki Abe

1999
- Mistrz Belgii w wyścigu ze startu wspólnego: Ludo Dierckxsens
- 1. miejsce, 8. etap Tirreno-Adriático: Ján Svorada
- 1  miejsce, 3. etap Tour de Suisse: Gabriele Missaglia
- 1  miejsce, 7. etap Tour de Suisse: Oscar Camenzind
- 1. miejsce, 11. etap Tour de France: Ludo Dierckxsens
- 1. miejsce, 1. etap Vuelta a España: Robert Hunter

2000
- Mistrz RPA w jeździe indywidualnej na czas: Robert Hunter
- 1. miejsce, 2. etap Tirreno-Adriático: Ján Svorada
- 1. miejsce, 1. etap Vuelta Ciclista al País Vasco: Massimo Codol
- 1. miejsce, 3. etap Giro d’Italia: Ján Svorada
- 1. miejsce, 14. etap Giro d’Italia: Gilberto Simoni
- 1. miejsce, 21. etap Giro d’Italia: Mariano Piccoli
- 1. miejsce, 4. etap Volta Ciclista a Catalunya: Gabriele Missaglia
- 1  miejsce, 5. etap Tour de Suisse: Raivis Belohvosciks
- 1  miejsce, klasyfikacja generalna Tour de Suisse: Oscar Camenzind
- 1. miejsce, 5. etap Tour de Pologne: Marco Pinotti
- 1. miejsce, 13. i 19. etap Vuelta a España: Mariano Piccoli
- 1. miejsce, 16. etap Vuelta a España: Gilberto Simoni

2001
- 1. miejsce, Liège-Bastogne-Liège: Oscar Camenzind
- 1. miejsce, 4. etap Tour de Romandie: Gilberto Simoni
- 1. miejsce, 20. etap Giro d’Italia: Gilberto Simoni
- 1. miejsce, klasyfikacja generalna Giro d’Italia: Gilberto Simoni
- 1  miejsce, 10. etap Tour de Suisse: Oscar Camenzind
- 1. miejsce, 20. etap Tour de France: Ján Svorada
- 1. miejsce, 14. etap Vuelta a España: Juan Manuel Gárate
- 1. miejsce, 17. etap Vuelta a España: Robert Hunter
- 1. miejsce, 20. etap Vuelta a España: Gilberto Simoni

2002
- Mistrz Łotwy w jeździe indywidualnej na czas: Raivis Belohvosciks
- Mistrz Łotwy w wyścigu ze startu wspólnego: Raivis Belohvosciks
- 1. miejsce, 17. etap Giro d’Italia: Pawieł Tonkow
- 1  miejsce, 7. etap Tour de Suisse: Juan Manuel Gárate
- 1. miejsce, 1. etap Tour de France: Rubens Bertogliati

2003
- 1. miejsce, 1. etap Tour de Romandie: Simone Bertoletti
- 1  miejsce, 3. i 5. etap Tour de Suisse: Francesco Casagrande

2004
- 1. miejsce, 1. etap Tour de Romandie: Ján Svorada

2005
- Mistrz Austrii w wyścigu ze startu wspólnego: Gerrit Glomser
- 1. miejsce, 5. etap Paryż-Nicea: Gilberto Simoni
- 1. miejsce, 3. etap Tour de Romandie: Damiano Cunego
- 1. miejsce, 4. etap Eneco Tour: Alessandro Ballan
- 1. miejsce, 2. i 4. etap Tour de Pologne: Daniele Bennati
- 2. miejsce, klasyfikacja generalna Tour de Romandie: Damiano Cunego
- 2. miejsce, klasyfikacja generalna Giro d’Italia: Gilberto Simoni
- 3. miejsce, Gandawa-Wevelgem: Daniele Bennati
- 3. miejsce, Clásica de San Sebastián: Eddy Mazzoleni

2006
- Mistrz Włoch w jeździe indywidualnej na czas: Marzio Bruseghin
- 1. miejsce, 3. etap Paryż-Nicea: Francisco Javier Vila
- 1. miejsce, klasyfikacja drużynowa Paryż-Nicea
- 1. miejsce, klasyfikacja sprinterska Tour de Romandie: David Loosli
- 1. miejsce, 7. etap Volta Ciclista a Catalunya: Daniele Bennati
- 1  miejsce, klasyfikacja punktowa Tour de Suisse: Daniele Bennati
- 1. miejsce, klasyfikacja młodzieżowa Tour de France: Damiano Cunego
- 1. miejsce, 2. i 4. etap Tour de Pologne: Daniele Bennati
- 2. miejsce, klasyfikacja generalna Paryż-Nicea: Francisco Javier Vila
- 3. miejsce, klasyfikacja generalna Tirreno-Adriático: Alessandro Ballan
- 3. miejsce, Paris-Roubaix: Alessandro Ballan
- 3. miejsce, Liège-Bastogne-Liège: Damiano Cunego
- 4. miejsce, klasyfikacja generalna Giro d’Italia: Damiano Cunego
- 10. miejsce, klasyfikacja generalna Giro d’Italia: Francisco Javier Vila

2007
- Mistrz Słowenii w wyścigu ze startu wspólnego: Tadej Valjavec
- 1. miejsce, 6. etap Tirreno-Adriático: Matteo Bono
- 1. miejsce, Ronde van Vlaanderen: Alessandro Ballan
- 1. miejsce, 3. etap Tour de Romandie: Matteo Bono
- 1. miejsce, 9. etap Giro d’Italia: Danilo Napolitano
- 1. miejsce, 13. etap (ITT) Giro d’Italia: Marzio Bruseghin
- 1  miejsce, klasyfikacja punktowa Tour de Suisse: Daniele Bennati
- 1. miejsce, 17. i 20. etap Tour de France: Daniele Bennati
- 1. miejsce, Vattenfall Cyclassics: Alessandro Ballan
- 1. miejsce, 1. etap (TTT) Tour de Pologne
- 1. miejsce, 4. etap Tour de Pologne: Danilo Napolitano
- 1. miejsce, 1., 17. i 21. etap Vuelta a España: Daniele Bennati
- 1. miejsce, klasyfikacja punktowa Vuelta a España: Daniele Bennati
- 1. miejsce, Giro di Lombardia: Damiano Cunego
- 5. miejsce, klasyfikacja generalna Giro d’Italia: Damiano Cunego
- 8. miejsce, klasyfikacja generalna Giro d’Italia: Marzio Bruseghin

2008
- Mistrz świata w wyścigu ze startu wspólnego: Alessandro Ballan
- 1. miejsce, 5. etap Vuelta Ciclista al País Vasco: Damiano Cunego
- 1. miejsce, klasyfikacja punktowa Vuelta Ciclista al País Vasco: Damiano Cunego
- 1. miejsce, Amstel Gold Race: Damiano Cunego
- 1. miejsce, 10. etap (ITT) Giro d’Italia: Marzio Bruseghin
- 1. miejsce, 7. etap Vuelta a España: Alessandro Ballan
- 1. miejsce, Giro di Lombardia: Damiano Cunego
- 3. miejsce, klasyfikacja generalna Vuelta Ciclista al País Vasco: Damiano Cunego
- 3. miejsce, Paris-Roubaix: Alessandro Ballan
- 3. miejsce, La Flèche Wallonne: Damiano Cunego
- 3. miejsce, klasyfikacja generalna Giro d’Italia: Marzio Bruseghin

2009
- 1. miejsce, 2. etap Critérium du Dauphiné: Angelo Furlan
- 1. miejsce, klasyfikacja sprinterska Tour de Suisse: Enrico Gasparotto
- 1. miejsce, 2. etap Tour de Pologne: Angelo Furlan
- 1. miejsce, 5. etap Tour de Pologne: Alessandro Ballan
- 1. miejsce, klasyfikacja generalna Tour de Pologne: Alessandro Ballan
- 1. miejsce, 8. i 14. etap Vuelta a España: Damiano Cunego
- 3. miejsce, La Flèche Wallonne: Damiano Cunego
- 7. miejsce, klasyfikacja generalna Giro d’Italia: Marzio Bruseghin

2010
- 1. miejsce, klasyfikacja drużynowa Tirreno-Adriático
- 1. miejsce, 3. etap Vuelta Ciclista al País Vasco: Francesco Gavazzi
- 1. miejsce, 4. etap Tour de Romandie: Simon Špilak
- 1. miejsce, klasyfikacja generalna Tour de Romandie: Simon Špilak
- 1. miejsce, klasyfikacja młodzieżowa Tour de Romandie: Simon Špilak
- 1. miejsce, 1. etap Critérium du Dauphiné: Grega Bole
- 1  miejsce, 4. etap Tour de Suisse: Alessandro Petacchi
- 1. miejsce, 1. i 4. etap Tour de France: Alessandro Petacchi
- 1. miejsce, klasyfikacja punktowa Tour de France: Alessandro Petacchi
- 1. miejsce, 4. etap Tour de Pologne: Mirco Lorenzetto
- 1. miejsce, 7. etap Vuelta a España: Alessandro Petacchi
- 3. miejsce, Milano – San Remo: Alessandro Petacchi

2011
- Mistrz Ukrainy w jeździe indywidualnej na czas: Oleksandr Kvachuk
- Mistrz Włoch w jeździe indywidualnej na czas: Adriano Malori
- Mistrz Ukrainy w wyścigu ze startu wspólnego: Oleksandr Kvachuk
- Mistrz Słowenii w wyścigu ze startu wspólnego: Grega Bole
- 1. miejsce, 4. etap Tirreno-Adriático: Michele Scarponi
- 1. miejsce, klasyfikacja punktowa Tirreno-Adriático: Michele Scarponi
- 1. miejsce, 2. etap Volta Ciclista a Catalunya: Alessandro Petacchi
- 1. miejsce, 5. etap Vuelta Ciclista al País Vasco: Francesco Gavazzi
- 1. miejsce, 2. etap Tour de Romandie: Damiano Cunego
- 1. miejsce, 2. etap Giro d’Italia: Alessandro Petacchi
- 1. miejsce, 17. etap Giro d’Italia: Diego Ulissi
- 1. miejsce, 5. etap Eneco Tour: Matteo Bono
- 1. miejsce, GP Ouest-France: Grega Bole
- 1. miejsce, 18. etap Vuelta a España: Francesco Gavazzi
- 2. miejsce, klasyfikacja generalna Volta Ciclista a Catalunya: Michele Scarponi
- 2. miejsce, klasyfikacja generalna Giro d’Italia: Michele Scarponi
- 2. miejsce, klasyfikacja generalna Tour de Suisse: Damiano Cunego
- 3. miejsce, klasyfikacja generalna Tirreno-Adriático: Michele Scarponi
- 7. miejsce, klasyfikacja generalna Tour de France: Damiano Cunego